# Élections législatives de 1876 en Lozère
Les élections législatives de 1876 ont eu lieu les 20 février et 5 mars.

## Résultats à l'échelle du département
| Parti          | Parti               | Premier tour | Premier tour | Sièges |
| Parti          | Parti               | Voix         | %            | Sièges |
| -------------- | ------------------- | ------------ | ------------ | ------ |
|                | Gauche républicaine | 12 741       | 46,40        | 2      |
|                | Légitimistes        | 12 233       | 44,55        | 1      |
|                | Bonapartistes       | 2 485        | 9,05         | 0      |
|                |                     |              |              |        |
| Inscrits       | Inscrits            | 37 507       | 100,00       | 3      |
| Votants        | Votants             | 27 809       | 74,14        |        |
| Abstentions    | Abstentions         | 9 698        | 25,86        |        |
| Blancs et nuls | Blancs et nuls      | 353          | 1,26         |        |
| Exprimés       | Exprimés            | 27 459       | 98,74        |        |

## Résultats par circonscription

### Circonscription de Florac
| Candidat       | Candidat             | Parti               | Premier tour | Premier tour |
| Candidat       | Candidat             | Parti               | Voix         | %            |
| -------------- | -------------------- | ------------------- | ------------ | ------------ |
|                | Théophile Roussel    | Gauche républicaine | 6 027        | 70,81        |
|                | Camille Teissonnière | Bonapartiste        | 2 485        | 29,19        |
|                |                      |                     |              |              |
| Inscrits       | Inscrits             | Inscrits            | 11 116       | 100,00       |
| Votants        | Votants              | Votants             | 8 556        | 76,97        |
| Abstention     | Abstention           | Abstention          | 2 560        | 23,03        |
| Blancs et nuls | Blancs et nuls       | Blancs et nuls      | 44           | 0,51         |
| Exprimés       | Exprimés             | Exprimés            | 8 512        | 99,49        |

### Circonscription de Mende
| Candidat       | Candidat                   | Parti               | Premier tour | Premier tour |
| Candidat       | Candidat                   | Parti               | Voix         | %            |
| -------------- | -------------------------- | ------------------- | ------------ | ------------ |
|                | Xavier Bourrillon          | Gauche républicaine | 5 586        | 56,13        |
|                | Charles Dupont de Ligonnès | Légitimiste         | 4 366        | 43,87        |
|                |                            |                     |              |              |
| Inscrits       | Inscrits                   | Inscrits            | 13 105       | 100,00       |
| Votants        | Votants                    | Votants             | 9 963        | 76,02        |
| Abstention     | Abstention                 | Abstention          | 3 142        | 23,98        |
| Blancs et nuls | Blancs et nuls             | Blancs et nuls      | 11           | 0,11         |
| Exprimés       | Exprimés                   | Exprimés            | 9 952        | 99,89        |

### Circonscription de Marvejols
| Candidat       | Candidat            | Parti              | Premier tour | Premier tour |
| Candidat       | Candidat            | Parti              | Voix         | %            |
| -------------- | ------------------- | ------------------ | ------------ | ------------ |
|                | Charles de Chambrun | Légitimiste        | 7 867        | 85,67        |
|                | Portal              | Républicain modéré | 1 128        | 14,34        |
|                |                     |                    |              |              |
| Inscrits       | Inscrits            | Inscrits           | 13 286       | 100,00       |
| Votants        | Votants             | Votants            | 9 290        | 69,92        |
| Abstention     | Abstention          | Abstention         | 3 996        | 30,08        |
| Blancs et nuls | Blancs et nuls      | Blancs et nuls     | 298          | 3,18         |
| Exprimés       | Exprimés            | Exprimés           | 8 995        | 96,82        |

## Sources
1. 1 2 3 4 5 6  « Le Temps », sur Gallica, 23 février 1876 (consulté le 28 avril 2021)
2. ↑  « Théophile, Jean, Baptiste, Victor Roussel - Base de données des députés français depuis 1789 - Assemblée nationale », sur www2.assemblee-nationale.fr (consulté le 7 mai 2021)
3. ↑  « Xavier Bourrillon - Base de données des députés français depuis 1789 - Assemblée nationale », sur www2.assemblee-nationale.fr (consulté le 7 mai 2021)
4. ↑  « Charles, Emmanuel Pineton de Chambrun - Base de données des députés français depuis 1789 - Assemblée nationale », sur www2.assemblee-nationale.fr (consulté le 7 mai 2021)